# Kergrist-Moëlou
Kergrist-Moëlou település Franciaországban, Côtes-d’Armor megyében. Lakosainak száma 636 fő (2022. január 1.). Kergrist-Moëlou Glomel, Locarn, Maël-Carhaix, Plouguernével, Plounévez-Quintin, Rostrenen, Saint-Nicodème és Trémargat községekkel határos.

## Népesség
A település népességének változása:
| Lakosok száma | 1764 | 722  | 685  | 668  | 651  | 648  | 657  | 653  | 654  | 636  |
|               | 1968 | 1982 | 1990 | 2006 | 2013 | 2015 | 2017 | 2019 | 2020 | 2022 |